# Igor Chtchiogolev
Igor Olegovitch Chtchiogolev (russe : И́горь Оле́гович Щёголев; né le 10 novembre 1965) est un homme d'État russe. De mai 2008 au 20 mai 2012, il était ministre des télécommunications de la fédération de Russie,. Il a le grade civil de conseiller d'État effectif de la fédération de Russie de 1re classe.

## Formation
Igor Chtchiogolev est né à Vinnitsa, en RSS d'Ukraine (URSS) et a poursuivi ses études à l'Université des langues de Moscou (1982-1984), puis à l'université de Leipzig en République démocratique allemande (1984-1988) dont il sort diplômé en philologie,.

## Carrière
Après ses études, il rejoint l'agence Télégraphe de l'Union soviétique (devenue après la dislocation de l'URSS, l'agence d'information ITAR-TASS) au service américain jusqu'en 1993. Il est ensuite envoyé à Paris comme correspondant étranger, et retourne en 1997 en Russie comme rédacteur-en-chef adjoint et correspondant politique du service général des informations d'ITAR-TASS.

### Au service du gouvernement
En 1998, Igor Chtchiogolev quitte l'agence ITAR-TASS afin de travailler pour le gouvernement de la fédération de Russie, d'abord comme adjoint à la direction du service de presse, puis brièvement comme secrétaire de presse porte-parole d'Evgueni Primakov, avant de retourner à son poste précédent. Au dévut de l'année 2000, il sert comme secrétaire de presse du Président Vladimir Poutine, jusqu'à la fin de l'année 2001, lorsqu'il devient chef du protocole, coordonnant notamment les voyages présidentiels à l'étranger et en Russie. En 2004, sa fonction est étendue à celle de chef du protocole du Kremlin, jusqu'à sa nomination comme ministre des communications et des médias de masse, dans le 2e gouvernement de Vladimir Poutine, le 12 mai 2018, succédant à Leonid Reiman.
Le 26 juin 2018, il est nommé par Vladimir Poutine, représentant plénipotentiaire du président de la fédération de Russie dans le district fédéral central. Il est membre non-permanent du Conseil de sécurité de Russie.

### Sanctions
En réponse à l'invasion de l'Ukraine par la Russie en 2022, le Bureau de contrôle des actifs étrangers du département du Trésor américain inscrit le 6 avril 2022 Igor Chtchiogolev à la liste des personnalités russes sanctionnées (interdiction de territoire et gel des avoirs éventuels). L'Union européenne fait de même plus tard.